# Технологія PR-менеджменту
Технологія менеджменту — стратегічні й тактичні комунікаційні технології, які розроблені і здійснюються з метою досягнення взаєморозуміння з різними групами громадськості суб'єкта.

## Мета
PR-технології дають змогу менеджменту враховувати політичну ситуацію, економічні реалії, ставлення суспільства до фірми (організації), забезпечувати соціальну відповідальність, сприяти ефективному використанню потенціалу, особливо людського, цілеспрямованому впливу на громадськість. Все це розширює можливості досягнення очікуваного економічного, соціального, політичного результату, а також збільшує перспективи подальшого розвитку.